# Звијезда (Вареш)
Звијезда је насељено мјесто у општини Вареш, Босна и Херцеговина.

## Становништво
|             | 2013.       | 1991.        |
| Укупно      | 23 (100,0%) | 118 (100,0%) |
| Хрвати      | 18 (78,26%) | 37 (31,36%)  |
| Босанци     | 2 (8,696%)  | –            |
| Срби        | 1 (4,348%)  | 7 (5,932%)   |
| Муслимани   | 1 (4,348%)  | –            |
| Неизјашњени | 1 (4,348%)  | –            |
| Југословени | –           | 50 (42,37%)  |
| Остали      | –           | 20 (16,95%)  |
| Бошњаци     | –           | 4 (3,390%)1  |

1. 1 На пописима од 1971. до 1991. Бошњаци су пописивани углавном као Муслимани.